# Veleta
El Veleta és, amb 3.392 metres, el tercer cim més alt de la península Ibèrica i segon de la seva serralada. Es troba a la província de Granada i pertany a Sierra Nevada, a la Serralada Penibètica. La seva coordenada UTM és 30S 675013, prenent l'el·lipsoide Hayford.
Sota la seva ombra, a la zona anomenada Corral del Veleta existeix una zona de permagel amb gel fòssil que s'estima de la darrera glaciació, fa uns 13 mil anys d'antiguitat, que demostra que Sierra Nevada fou una zona glacial activa fins que la gelera del Corral del Veleta es fongué completament l'estiu de 1913. Des de llavors, la gelera més meridional d'Europa es troba al pic Gran Sasso, als Apenins.
El seu perfil és molt característic i s'observa des de Granada, cosa que el converteix en un dels cims més fotografiats del món, al trobar-se darrere l'Alhambra. Als seus vessants es troba l'estació d'esquí de Sierra Nevada, a Pradollano, que comença a 2.100 metres d'altitud i culmina prop del cim del Veleta.
El 1935 es va obrir una carretera que duia fins al cim del Veleta, però el 1989 va ser tancada al trànsit. Fins aquells moments era considerada la carretera més alta d'Europa.